# Stora Lundby församling
Stora Lundby församling är en församling i Mölndals och Partille kontrakt i Göteborgs stift. Församlingen ligger i Lerums kommun i Västra Götalands län (Västergötland) och ingår i Stora Lundby-Östads pastorat.

## Administrativ historik
Församlingen har medeltida ursprung. Namnet var före 4 juni 1907 även Lundby församling.
Församlingen var till 1 maj 1924 moderförsamling i pastoratet Lundby, Skallsjö och Lerum som även omfattade Angereds och Bergums församlingar till slutet av 1500-talet och från 1694 till 27 oktober 1865. Från 1 maj 1924 till 1962 var församlingen moderförsamling i pastoratet Stora Lundby och Skallsjö. Församlingen är sedan 1962 moderförsamling i pastoratet Stora Lundby och Östad som till 1967 även omfattade Bergums församling.

## Kyrkobyggnader
- Stora Lundby kyrka